# Sahti
La birra sahti è una bevanda tradizionale prodotta in Finlandia, a base di orzo, segale e avena e aromatizzata con il ginepro.
Prodotta con metodi artigianali e attrezzature specifiche, la sahti è una bevanda a base di malto chiaramente identificabile tra le più insolite, oltre ad essere una delle ultime birre tradizionali e "originali" dell'Europa occidentale, tanto che viene anche denominata etnobirra o birra etnica.
La produzione di sahti ha ottenuto dall'Unione europea il riconoscimento di specialità tradizionale garantita (STG).

## Storia
La storia della sahti risale a molti secoli fa e le tecniche di preparazione si sono trasmesse di generazione in generazione in maniera orale.
L'etimologia della parola finnica sahti è incerta; è possibile una derivazione dal termine germanico saf, il quale è poi evoluto nella parola scandinava saft, che significa "succo".
Il primo riferimento scritto al carattere tradizionale della Sahti ed alla sua diffusione geografica è contenuto in un documento del 1792.
La sahti era tradizionalmente prodotta nelle fattorie come birra artigianale, mentre ora è disponibile anche in versioni commerciali.

## Caratteristiche
La sahti è una birra forte tradizionale, non filtrata e quindi leggermente torbida, ottenuta per fermentazione. Non è pastorizzata né filtrata, e il processo di fermentazione non viene interrotto: per questo si beve fresca. La densità iniziale del mosto è di almeno 19 °P (gradi Plato) e la gradazione alcolica si colloca fra il 6 % e il 12 % vol. Il pH è inferiore a 5, mentre il colore va dal giallo al marrone scuro a seconda della materia prima adoperata.
Questa birra fresca ha sapori fenolici ed un gusto distintivo lievemente zuccherato (imputabile all'elevato tasso residuo di zucchero) e simile alla banana (derivante dall'acetato di isoamile contenuto nel lievito), bilanciato dall'amarognolo del ginepro.
Il livello di carbonazione tende ad essere molto basso.

## Produzione

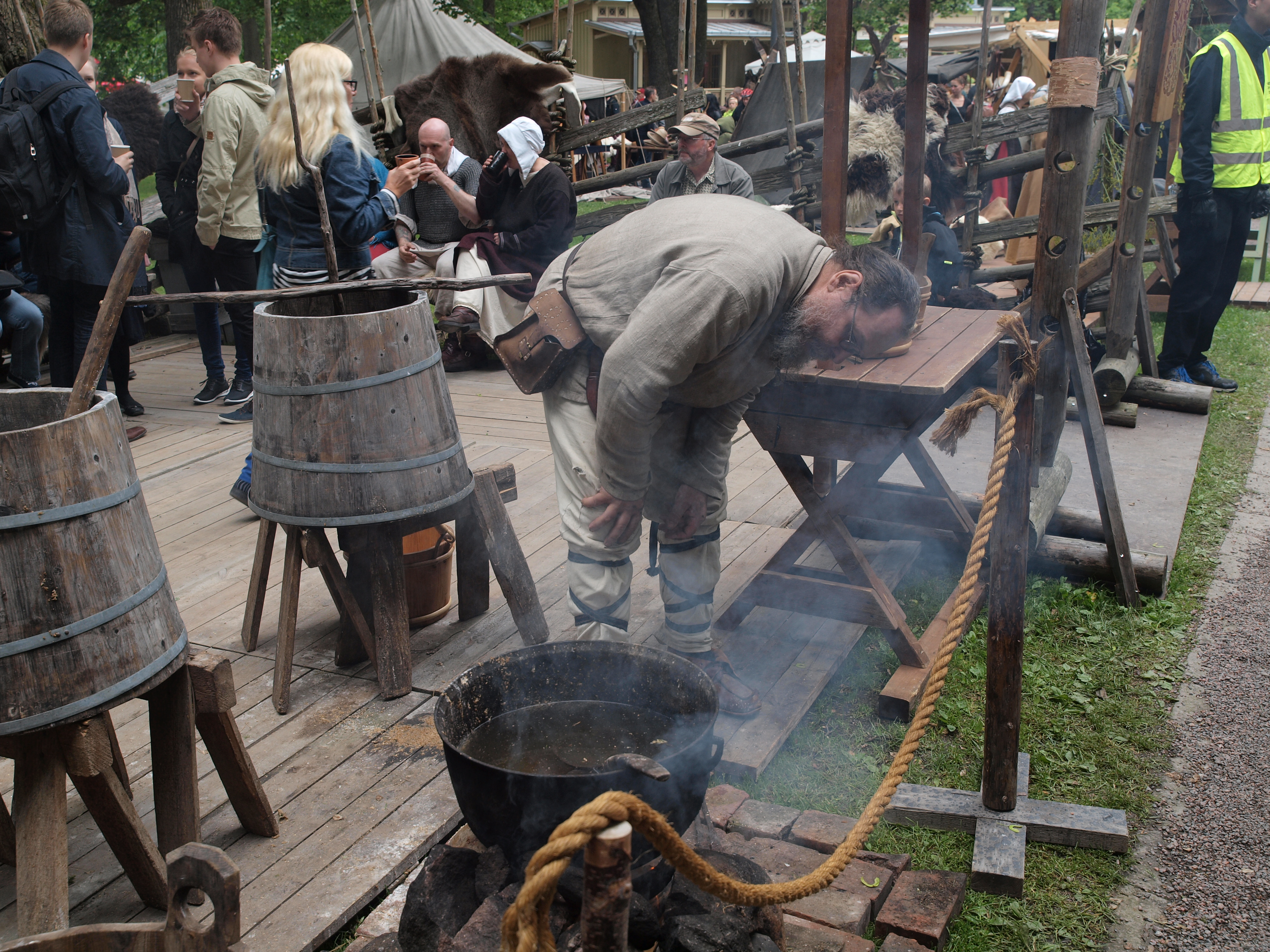
Produzione tradizionale di Sahti durante il festival medievale di Turku (Finlandia propria)

La birra sahti è tradizionalmente preparata con materie prime che includono, oltre al malto d’orzo, anche altri cereali (segale, orzo, grano ed avena) e generalmente il luppolo, fermentati con l’aiuto di lievito di panificazione o di lievito di coltura.
La miscela di cereali e malto viene aggiunta a piccole dosi all'acqua calda, che dall'iniziale temperatura di 40 °C viene portata ad ebollizione in maniera lentissima (fino a sei ore). Questo processo di ammostamento può anche prevedere l'ebollizione del mosto. La cottura ha un tempo variabile, da breve a completa. Il mosto viene poi filtrato, tramite rametti di ginepro e paglia di segale, in un tino tradizionale chiamato kuurna, nel quale può essere aggiunto anche il luppolo. A questo punto, si aggiunge il lievito di panificazione o di raccolta per iniziare la fermentazione alta, che dura circa tre giorni a temperatura ambiente o più bassa. Infine, la birra sahti viene conservata al fresco per almeno una settimana. Occorrono all’incirca 20 kg di malto e 50 g di lievito per fabbricare 50 litri di sahti.
Tuttavia, questo è solo uno dei numerosi processi di fabbricazione della birra tradizionalmente utilizzati. Sahti è stata anche prodotta come una birra di pietra, con infusione schiacciamento, con varianti di schiacciamento decotto, bollendo la miscela nel bollitore, e così via. Alcune regioni della Finlandia hanno chiamato le proprie birre di fattoria taari, prodotte differentemente, come la fermentazione nel mosto e la cottura dei malti umidi in forme simili a quelle del pane prima della sterilizzazione.

## Zone di produzione

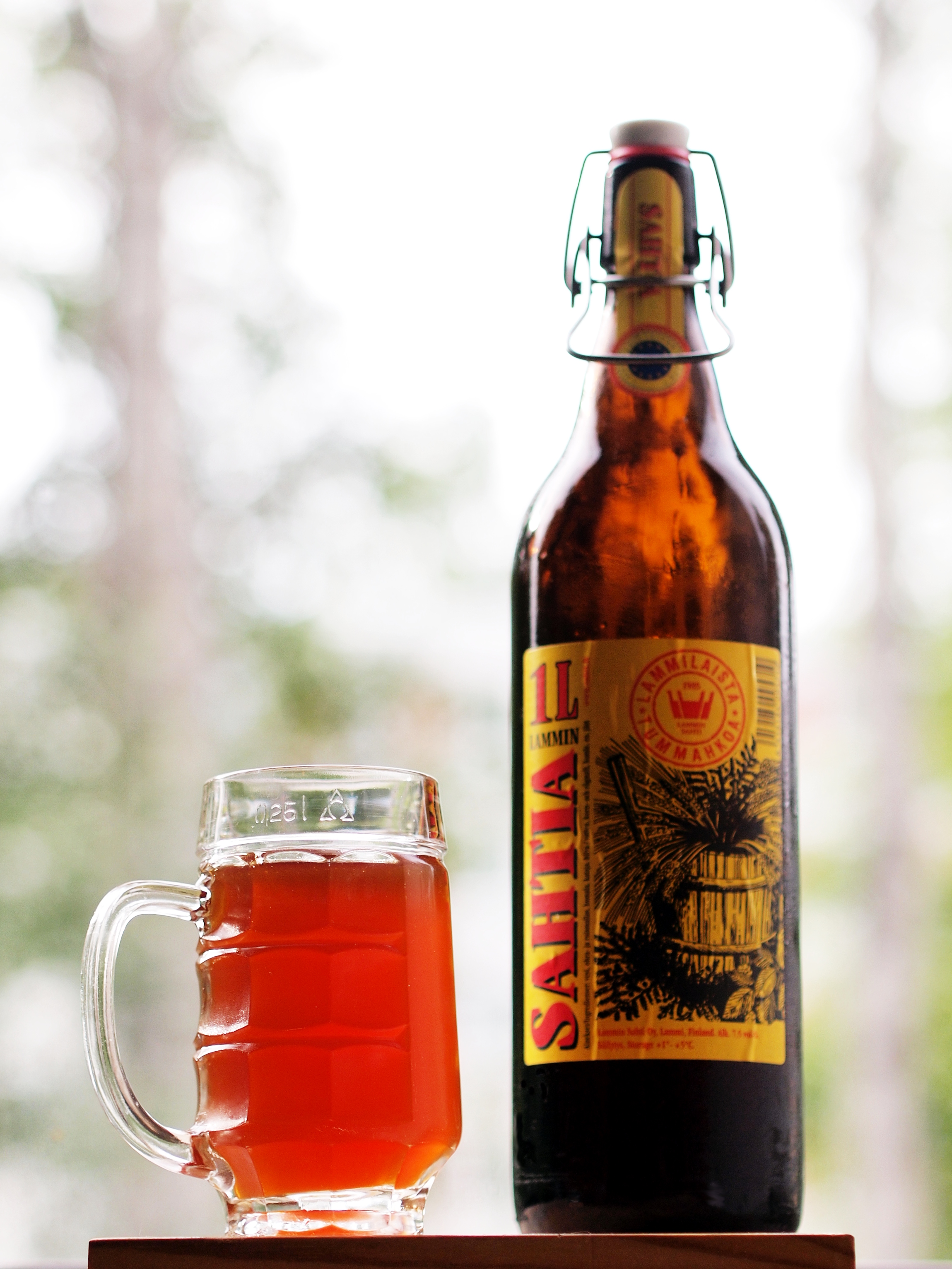
Una bottiglia di Sathia, birra sahti prodotta a Lammi

In Finlandia, il sahti ha caratteristiche diverse a seconda della parte del paese da cui proviene. È spesso conosciuta come birra tavastiana tavastiana di Häme (note zone sahtiane, come Sysmä, Joutsa, Kuhmoinen e Lammi si trovano nell'Häme), ma viene pridotta anche nella Finlandia propria e in alcune zone della Finlandia centrale.
Una birra rurale, in alcuni casi simile, è la Gotlandsdricka, prodotta sull'isola svedese di Gotland. Una parente ancora più stretta in termini di sapore è la birra di fattoria "Koduõlu" o "Taluõlu", prodotta nelle isole estoni nel Mar Baltico.

## Consumo
La sahti era ed è tuttora consumata come bevanda festiva ed è parte della cultura rurale viva nelle regioni di Kanta-Häme, Päijät-Häme e
Pohjois-Satakunta.
In Finlandia vige una politica che disincentiva il consumo di alcol, pertanto la birra sahti può essere venduta (a causa dell'alta percentuale di alcool presente) solo negli stabilimenti di produzione o birrerie autorizzate, pub e negozi statali Alko, e non nei mercati pubblici o negozi di alimentari. La sahti deve essere conservata al fresco fino al momento del consumo e non è quindi disponibile in tutti negozi Alko.
Ogni anno, nel primo fine settimana di agosto, si svolge il campionato finlandese di sahti.